# A Budapest Honvéd FC 2013–2014-es szezonja
A Budapest Honvéd FC 2013–2014-es szezonja sorozatban a tizedik, összességében pedig a 103. idénye volt a csapatnak a magyar első osztályban. A szezon 2013 júliusában kezdődött, és 2014. május 31-én ért véget. A Budapest Honvéd FC a hazai kiírások mellett az Európa-ligában is szerepelt, de hasonlóan a többi magyar labdarúgó csapathoz a nemzetközi porondon hamar befejezte a szereplést. A 2. selejtezőkörből már kiesett, mert az FK Vojvodina két győzelemmel jutott tovább.
A szezon mérkőzéseire maradt Marco Rossi az előző bajnoki idényben bronzérmet nyert csapat vezetőedzője, mivel a klub 2014. június 30-ig érvényes szerződést kötött vele. Az idény kezdetére több korábban meghatározó játékos vált meg a csapattól, helyettük fiatal saját nevelésű labdarúgókkal kötöttek szerződést, valamint külföldről három olasz és egy ghánai játékos érkezett. A bajnokságban két vereséggel kezdett a Honvéd és menet közben újabb igazolások történtek. A csapathoz igazolt nyolc év Angliai idegenlégióskodás után a Luton Town FC-től hazatérő Kovács János, a csatárhiányt pótlandó érkezett a Juventusnál nevelkedett Ayub Daud, a kolumbiai válogatott Edixon Perea, a panamai válogatott Aníbal Cesis Godoy és kölcsönbe kapták a Bologna FC játékosát Thomas Jobbot. A szezon közepére összeálló megerősített játékoskerettel több jelentős győzelmet begyűjtött a Honvéd, de a 17 fordulós őszi idény végére elszürkült a csapat, kiesett a magyar kupából és a ligakupában rendre olyan tartalékos csapat állt ki, mely ellen az alacsonyabb osztályú ellenfelek is győzni tudtak és a csoportkörben az utolsó helyen zárt.
A téli felkészítés során, próbált erősíteni a Honvéd és nemzetközi szinten is már bizonyított rutinosabb játékosokat igazoltak. A csatársorba érkezett az egyszeres olasz válogatott Emiliano Bonazzoli, a korábbi Arsenal játékos Arturo Lupoli és a védelem erősítésére a panamai, Ariano Navarro és az elefántcsontparti válogatott Abdul Kader Keïta. A csapat azonban sorra veszítette el mérkőzéseit és áprilisban Rossi vezetőedző beadta a lemondását. A helyére megbízással Simon Miklós pályadző lépett, akivel folytatódott a vereségsorozat, egyedül a szezonzáró mérkőzésen értek el meglepetést, amikor a főleg akadémista fiatalokkal kiálló csapat legyőzte a már bajnoknak tekinthető Debreceni VSC-t.
A bajnokságban végül a 9. helyen végzett a Budapest Honvéd FC és ezzel az eredménnyel, illetve a magyar kupaszerepléssel sem sikerült a nemzetközi kupákban indulási jogot szerezni.

## Átigazolások
A Budapest Honvéd az átigazolások során a fiatalítás útját követte és több a Honvéd-II MFA csapatában már a másodosztályban kipróbált tehetséges játékossal kötött szerződést. A máshonnan igazolt játékosok közül egyértelműen az olasz dominanciát erősítette Testardi, Mancini és Alcibiade leigazolása, valamint az Olaszországban nevelkedett Daud és Job érkezése. A távozók között volt több korábban meghatározó honvéd játékos (Ivancsics, Tchami) és a csatársor gólerős tagjai (Lanzafame, Martínez, Délczeg). Visszatért a korábbi U18-as és az U19-es válogatott játékos Czár Richárd, aki egy évig kölcsönben az osztrák másodosztályú First Vienna FC színeiben játszott és ott 18 találkozón lépett pályára. Rossi edző Czár játékára erre a szezonra nem tartott igényt, ezért kölcsönbe került egy évre Erdélyivel együtt, a másodosztályú Soproni VSE-hez. A BFC Siófok másodosztályba kiesett csapatát két honvéd játékos is megerősítette, hiszen leigazolták a korábban már kölcsönben játszó Novákot és kölcsönbe kapták a gólerős Vólentet.
A gyenge bajnoki rajtot követően a védelem erősítésére leigazolták az Angliából hazaérkező Kovácsot és szerződést hosszabbítottak 2015. június 30-ig a korábban szabadlistára tett Délczeggel, de végül a Paksi FC játékosa lett.
A gólerős csatárjáték erősítésére Fabio Cordella a Budapest Honvéd sportigazgatója egy interjúban azt nyilatkozta, hogy hamarosan új olasz csatár érkezhet a klubhoz, akinek Davide Lanzafame pótlása lesz a feladata. A csatárhiány pótlására leigazolta a klub a Juventusban nevelkedett 23 éves szomáliai Ayub Daudot, a panamai válogatott támadó középpályását Aníbal Cesis Godoyt és a Bologna FC játékosát Thomas Jobbot. Az átigazolások közül azonban külön említést érdemel a kolumbiai válogatott Edixon Perea 2015. június 30–ig történő szerződtetése, aki játéktudását tekintve akár a magyar élvonal meghatározó játékosa is lehet. A meghosszabbított őszi idény is igazolta, hogy további erősítés szükséges a csatársorban. Az igazolás nem maradt el és a téli átigazolási időszak egyik legnagyobbnak beharangozott igazolásaként olasz válogatott csatárral erősített a csapat, az idény végéig aláírt Emiliano Bonazzoli és érkezett még a korábbi Arsenal játékos Arturo Lupoli és a panamai, Ariano Navarro. A szezon végére is sikerült nagy sajtóvisszhangot kiváltó igazolást összehozni, hiszen a korábbi hetvenkétszeres elefántcsontparti válogatott játékos Abdul Kader Keïta került Kispestre.
| Név                | Nemzetiség         | Poszt              | Életkor            | Honnan             | Időpont                                        | Név                | Nemzetiség         | Poszt              | Életkor            | Hová                                                  | Időpont                     |
| Érkezett játékosok | Érkezett játékosok | Érkezett játékosok | Érkezett játékosok | Érkezett játékosok | Érkezett játékosok                             | Távozott játékosok | Távozott játékosok | Távozott játékosok | Távozott játékosok | Távozott játékosok                                    | Távozott játékosok          |
| Emanuele Testardi  | olasz              | KCS                | 22                 | UC Sampdoria       | 2013. június 26. () (k.) (2014. 06. 30-ig)     | Davide Lanzafame   | olasz              | CS                 | 26                 | Calcio Catania (bundázás miatt négy évre eltiltották) | 2013. június 5. ()          |
| Andrea Mancini     | olasz              | KP                 | 20                 | Real Valladolid B  | 2013. június 26. ()                            | Leandro Martínez   | argentin           | CS                 | 23                 | Győri ETO FC                                          | 2013. június 16. ()         |
| Raffaele Alcibiade | olasz              | V                  | 23                 | Juventus FC        | 2013. június 26. ()                            | Claudiu Pascariu   | román              | V                  | 24                 |                                                       | 2013. június 26. ()         |
| Nikola Pantović    | szerb              | CS                 | 19                 | Honvéd-II MFA      | 2013. június 26. ()                            | Marshal Johnson    | nigériai           | KP                 | 26                 | szabadlista                                           | 2013. július 1. ()          |
| Szemerédi Norbert  | magyar             | K                  | 19                 | Honvéd-II MFA      | 2013. június 26. ()                            | Henry Odia         | nigériai           | KP                 | 22                 | FC Dacia Chișinău                                     | 2013. július 1. ()          |
| Botka Endre        | magyar             | KP                 | 19                 | Honvéd-II MFA      | 2013. június 26. ()                            | Mamadou Diakité    | mali-francia       | KP                 | 28                 | F.C. Crotone                                          | 2013. július 1. ()          |
| Bobál Dávid        | magyar             | V                  | 17                 | Honvéd-II MFA      | 2013. június 26. ()                            | Ivancsics Gellért  | magyar             | KP                 | 26                 | Lombard Pápa                                          | 2013. július 11. ()         |
| Kozma Richárd      | magyar             | CS                 | 18                 | Honvéd-II MFA      | 2013. június 26. ()                            | Hervé Tchami       | kameruni           | KP                 | 25                 | MKS Pogoń Szczecin                                    | 2013. július 11. ()         |
| Emmanuel Mensah    | ghánai             | CS                 | 19                 | United Soccer      | 2013. június 26. ()                            | Czár Richárd       | magyar             | KP                 | 20                 | Soproni VSE (k.) (2014. 06. 30-ig)                    | 2013. július 12. ()         |
| Czár Richárd       | magyar             | KP                 | 20                 | First Vienna       | 2013. június 26. () (kv.)                      | Novák Alexisz      | magyar             | V                  | 25                 | BFC Siófok                                            | 2013. július 1. ()          |
| Prosser Dániel     | magyar             | CS                 | 19                 | Honvéd-II MFA      | 2013. július 21. ()                            | Vólent Roland      | magyar             | CS                 | 20                 | BFC Siófok                                            | 2013. július 1. ()(k.)      |
| Lőrinczy Attila    | magyar             | KP                 | 19                 | Honvéd-II MFA      | 2013. július 11. ()                            | Nikola Pantović    | szerb              | CS                 | 19                 | Békéscsaba 1912 Előre                                 | 2013. július 30. ()         |
| Kovács János       | magyar             | V                  | 28                 | Luton Town FC      | 2013. augusztus 21. ()                         | Erdélyi László     | magyar             | CS                 | 20                 | Soproni VSE (k.) (2014. 06. 30-ig)                    | 2013. augusztus 2. ()       |
| Ayub Daud          | szomáliai          | CS                 | 23                 | FC Chiasso         | 2013. augusztus 27. ()                         | Debreceni András   | magyar             | V                  | 24                 | Diósgyőri VTK                                         | 2013. augusztus 27. ()      |
| Aníbal Cesis Godoy | panamai            | KP                 | 23                 | Chepo FC           | 2013. augusztus 27. ()                         | Souleymane Diaby   | elefántcsontparti  | CS                 | 25                 | szabadlista                                           | 2013. augusztus 29. ()      |
| Thomas Job         | kameruni           | KP                 | 29                 | Bologna FC 1909    | 2013. szeptember 18. () (k.) (2014. 06. 30-ig) | Délczeg Gergely    | magyar             | CS                 | 26                 | Paksi FC                                              | 2013. szeptember 1. () (k.) |
| Edixon Perea       | kolumbiai          | CS                 | 29                 | Deportivo Cali     | 2013. október 17. ()                           | Souleymane Tandia  | szenegáli          | V                  | 27                 |                                                       | szerződést bontott          |
| Emiliano Bonazzoli | olasz              | CS                 | 35                 | Calcio Padova      | 2014. január 17. ()                            | Sergiu Ionuţ Moga  | román              | V                  | 22                 | ?                                                     | 2013. december 3. ()        |
| Arturo Lupoli      | olasz              | CS                 | 26                 | AS Varese          | 2014. február 21. ()                           | Emanuele Testardi  | olasz              | KCS                | 23                 | UC Sampdoria                                          | 2013. december 14. () (kv.) |
| Ariano Navarro     | panamai            | V                  | 23                 | Chepo FC           | 2014. február 27. ()                           |                    |                    |                    |                    |                                                       |                             |
| Daru Bence         | magyar             | Cs                 | 28                 | Honvéd-II MFA      | 2014. március 1. ()                            |                    |                    |                    |                    |                                                       |                             |
| Kapacina Valér     | magyar             | KP                 | 21                 | Honvéd-II MFA      | 2014. március 1. ()                            |                    |                    |                    |                    |                                                       |                             |
| Abdul Kader Keïta  | elefántcsontparti  | Cs                 | 32                 | Al Sadd SC         | 2014. április 25. ()                           |                    |                    |                    |                    |                                                       |                             |

Megjegyzés: (kv.) = kölcsönből vissza; (k.) = kölcsönbe

## Játékoskeret

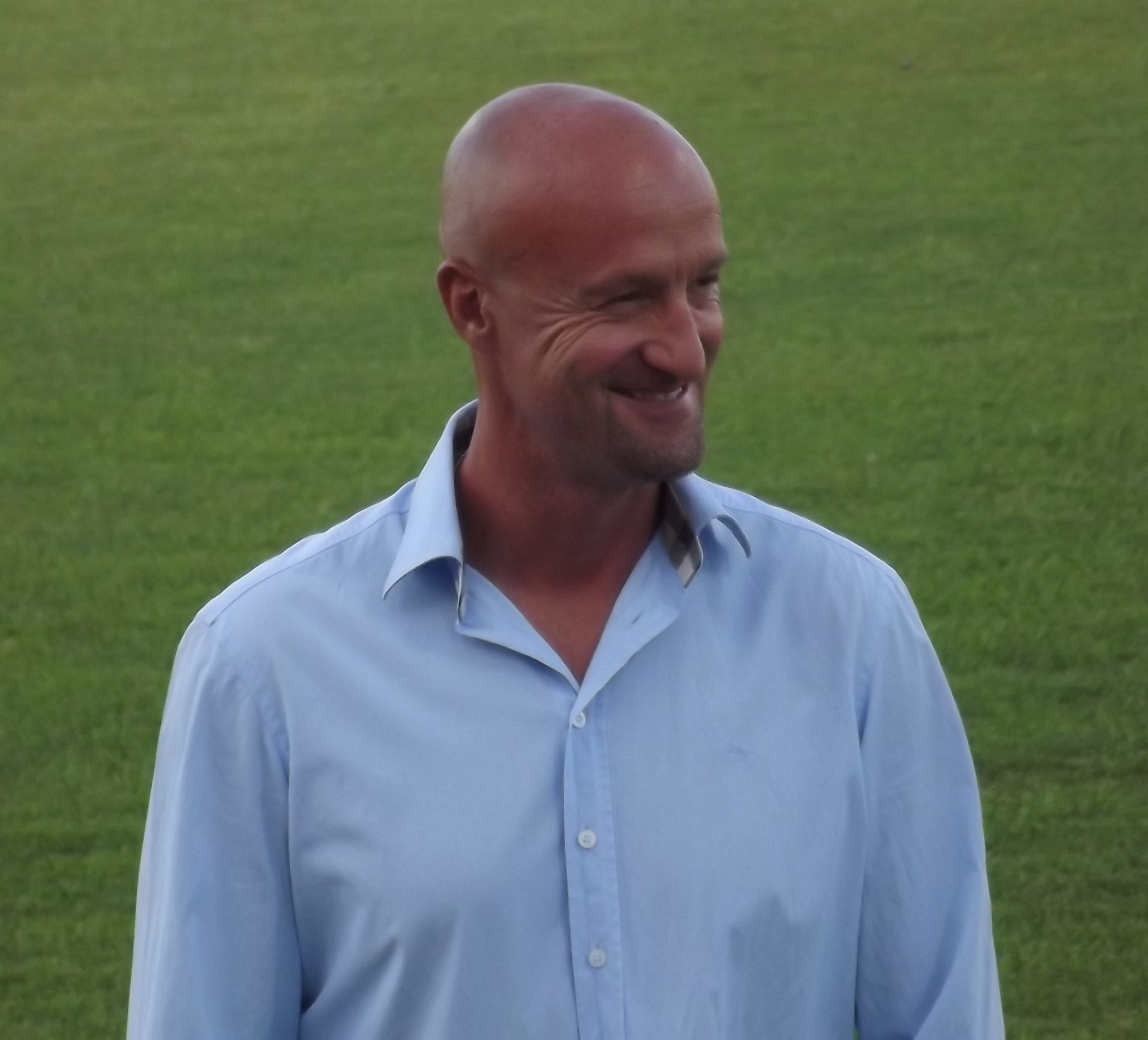
Marco Rossi, a Budapest Honvéd FC olasz vezetőedzője

A hazai pályán elveszített Európa-liga 2. selejtezőkörös mérkőzés után a vezetőedző így nyilatkozott a keretről:

„Nyilván még gondolkodhatunk igazolásokban, de egyelőre ez a keret nem éri el az előző évi erősségét. De az pozitívum, hogy sok tehetséges játékosunk van, tőlük várható jó teljesítmény, de nem rögtön.”

– Marco Rossi – vezetőedző

A játékoskeretnek a jövőre nézve nagy erőssége, hogy több hazai nevelésű fiatal játékos is szerepelt a csapatban. A Magyar Labdarúgó-szövetség ezt külön ösztönzte is, hiszen a televíziós közvetítési díjakból azok az egyesületek, akik 23 éven aluli magyar futballistáknak adnak játéklehetőséget, azok kaptak ezért plussz anyagi juttatást. A Honvéd az őszi szezonban ezen a téren az NB-1-es csapatok közül az előkelő harmadik helyen végzett. A szövetség kimutatása alapján 12 játékos 5994 játékpercet töltött a pályán, amiért 23 millió forintot kapott a klub.
A két előrehozott tavaszi mérkőzéssel együtt a 17. fordulóban zárták a csapatok az őszi idényt. A Honvéd vezetőedzője az idényt záró mérkőzésen a Lombard Pápa ellen idegenben elvesztett mérkőzés után így nyilatkozott a keretről:

„Ha nem igazolunk játékosokat a télen, akkor ezzel a kerettel játszunk tovább, melyben benne van a győzelem és a vereség is, így hullámzó lehet a teljesítményünk.”

– Marco Rossi – vezetőedző

A szezonban 31 játékos lépett pályára közülük a legtöbb időt a csapatkapitány Kemenes Szabolcs volt fenn, hiszen 29 mérkőzésen 2715 percet szerepelt. Őt követi a válogatottba is bekerült Vécsei Bálint, aki 28 mérkőzésen összesen 2508 percet töltött a pályán.
2014. június 1-i állapot szerinti keret. A vastagon szedett játékosok rendelkeznek felnőtt válogatott mérkőzéssel.
| No. |     | Poszt | Játékos               |
| --- | --- | ----- | --------------------- |
| 71  | HUN | K     | Kemenes Szabolcs      |
| 31  | HUN | K     | Czuczi Márton         |
| 36  | HUN | V     | Baráth Botond         |
| 25  | CRO | V     | Ivan Lovrić           |
| 4   | SRB | V     | Aleksandar Ignjatović |
| 32  | HUN | V     | Csemer Gyula          |
| 2   | HUN | V     | Bobál Dávid           |
| 5   | HUN | V     | Botka Endre           |
| 13  | ITA | V     | Raffaele Alcibiade    |
|     | HUN | V     | Kovács János          |
| ?   | PAN | V     | Ariano Navarro        |
| 33  | SRB | KP    | Boris Živanović       |
|     | CMR | KP    | Thomas Job            |
| 26  | HUN | KP    | Hidi Patrik           |
| 30  | HUN | KP    | Vécsei Bálint         |
| 18  | HUN | KP    | Lőrinczy Attila       |
| 16  | HUN | KP    | Csábi Mihály          |

| No. |     | Poszt | Játékos            |
| --- | --- | ----- | ------------------ |
| 8   | NGR | KP    | George Ikenne      |
| 77  | HUN | KP    | Nagy Gergő         |
| 24  | MLI | KP    | Drissa Diarra      |
| ??  | GHA | KP    | Emmanuel Mensah    |
| 19  | SRB | KP    | Filip Holender     |
| 21  | ITA | KP    | Andrea Mancini     |
| 29  | HUN | KP    | Kozma Richárd      |
| 17  | PAN | KP    | Aníbal Godoy       |
| 7   | HUN | CS    | Vernes Richárd     |
| 9   | COL | CS    | Edixon Perea       |
| 11  | SOM | CS    | Ayub Daud          |
| 20  | HUN | CS    | Prosser Dániel     |
| 9   | HUN | CS    | Bobál Gergely      |
| 28  | ITA | CS    | Emiliano Bonazzoli |
| 37  | ITA | CS    | Arturo Lupoli      |
| 22  | HUN | CS    | Kapacina Valér     |
| 27  | CIV | CS    | Abdul Kader Keïta  |

## Szakmai stáb
| Beosztás      | Név                                                                  |
| ------------- | -------------------------------------------------------------------- |
| Vezetőedző    | Marco Rossi (áprilisig)                                              |
| Pályaedző     | Simon Miklós (2014. áprilistól a szezon végéig megbízott vezetőedző) |
| Kapusedző     | Tóth Iván                                                            |
| Erőnléti edző | Cosimo Inguscio                                                      |
| Masszőr       | Lajtavári Buda                                                       |
| Masszőr       | Lipcsei Gábor                                                        |
| Szertáros     | Pandúr Róbert                                                        |
| Orvos         | Dr. Szilas Ádám                                                      |
| Orvos         | Dr. Toman József                                                     |

## Bajnokság
A Magyar Labdarúgó-szövetség június 21-én készítette el az első osztály 2013–14-es szezonjának párosításait. Ez alapján a Honvéd Kecskeméten kezdte az idényt július utolsó hétvégéjén és a szezonnyitó mérkőzésen 3-1-re kikapott. A folytatás sem volt túl rózsás, hiszen hazai pályán a Lombard Pápa egy szerencsés góllal győzött az emberhátrányban játszó Kispestiek ellen. A harmadik forduló hozta meg az első bajnoki pontot, amikor a Szusza Ferenc Stadionból sikerült egy pontot szerezni az 1 - 1 -re végződött Újpest FC elleni mérkőzésen. A negyedik fordulóban hazai pályán sikerült először győzelmet ünnepelni a Puskás Akadémia FC 3-0-s legyőzésével.
A hazai pálya előnyét azonban egyre kevésbé tudta kihasználni a Honvéd, hiszen a 7. fordulóban már a második vereséget könyvelhette el otthon, akkor az újonc Mezőkövesd-Zsóry két gólt is tudott szerezni és elvitte a mindhárom pontot. A mérkőzésre árnyékot vetett, hogy a Bozsik Stadionban a korábbi Európa-liga mérkőzéseken történt szurkolói skandálások miatt az UEFA súlyos büntetést szabott ki. Emiatt a Honvéd ultrák állóhelyi szektorát (Kispest szektor) bezáratta a klub vezetése. Válaszul a szurkolók egy csoportja, a Kispesti Anonim Mozgalom megrongálta George F. Hemingway székét a stadion VIP szektorában. Ezt követően idegenben a csapat nem volt képes még pontot sem szerezni a Diósgyőri VTK-tól, mindezt annak ellenére, hogy több mint egy félidőt emberelőnyben játszhattak.
Mérkőzésről mérkőzésre azonban kezdtek beérni az új igazolások és egyre egységesebb formát mutatva először legyőzték otthon a Szombathelyi Haladást majd idegenben nem kis meglepetést okozva a Ferencvárost, hazai pályán pedig a PMFC-MATIAS csapatát. A csapatnak jót tettek a sorozatos győzelmek, hiszen következett igazi nagy trófeaként az idény nagy meglepetése Székesfehérváron, ahol taktikus játékkal győzött a Honvéd az otthonában addig veretlen Videoton ellen. Ez a mérkőzés volt Edixon Perea bemutatkozó mérkőzése, aki csereként beállva a 92. percben szerezte meg a győzelmet jelentő „egy gólt”. A csapat sikeres szereplésére árnyékot vetett, hogy a hazai mérkőzéseken a Honvéd ultrák ellen hozott szankciók miatt több mérkőzésen nem volt igazi buzdítás. A DVSC elleni hazai mérkőzésre újranyitották a Kispest-szektort. Az őszi szezon két tavaszról áthozott mérkőzéssel együtt 17 mérkőzést jelentett. A Honvéd a szezon közepén mutatott eredményes játéka az utolsó fordulókra alábbhagyott és szerencsés döntetlenek, valamint a DVSC-től elszenvedett 1-3-as és a Lombard Pápa elleni 1-0-s vereséggel zárta ezt az időszakot.
A tavaszi idény kezdetére újabb igazolások történtek és már a felkészülési mérkőzéseken is látszódott, hogy korábban az olasz válogatottban is szereplő Emiliano Bonazzoli meghatározó szerepet fog kapni. Az olasz csatár jól beilleszkedett és a csapat első két mérkőzésén jó játékot mutatva győzött az Újpest FC és a Puskás Akadémia FC ellen. A Felcsúti klub elleni Székesfehérváron játszott mérkőzésen nagy visszhangot keltett, hogy a Honvéd szurkolók Puskás, Kispest, Hungary feliratú drapériájából a Puskás részt nem engedték kitenni a szervezők. A 20. fordulóban, mely a szezon kétharmadának teljesítését is jelentette egy közepes iramú mérkőzésen a kiesés ellen küzdő Paksi FC el tudott vinni egy pontot a Bozsik stadionból, ami azt is jelentette, hogy 7. helyen zárt a csapat és így négy ponttal voltak lemaradva a célul kitűzött dobogós helyezéstől.
A 21. fordulóig még lehetett akár éremesélyes helyezésről is beszélni, de olyan vereségsorozatot produkált a csapat, mely az ötödik vesztes meccs után a vezető edző lemondását eredményezte. A szezon utolsó mérkőzésére jött ezután egyedül váratlan eredmény, az újjáépített Nagyerdei stadionban telt házas mérkőzésen a már bajnoknak tekintett Debreceni VSC-t nem kis meglepetést szolgáltatva 0-2-re legyőzte a főleg akadémistákkal kiálló Honvéd.

## A bajnoki fordulók eredményei
Győzelem
      Döntetlen
      Vereség

### 1–5. forduló
| 1. forduló 2013. július 28. 18:30 |

| KTE-Phoenix Mecano                                 | 3 – 1               | Budapest Honvéd                                                |
| -------------------------------------------------- | ------------------- | -------------------------------------------------------------- |
| Bulajić 7' Leo 66' Oussou 90+2' Póti 13' Savić 57' | (1 – 0) Jegyzőkönyv | Vécsei 90+1' Testardi 9' Hidi 72' Alcibiade 82' Ignjatović 86' |

| Széktói Stadion, Kecskemét Nézőszám: 2 316 Játékvezető: Solymosi Péter (magyar) |

| 2. forduló 2013. augusztus 3. 18:30 |

| Budapest Honvéd            | 0 – 1               | Lombard Pápa                              |
| -------------------------- | ------------------- | ----------------------------------------- |
| Diarra 13' Lovrić 32′, 37′ | (0 – 0) Jegyzőkönyv | Griffiths 89' 35' Tóth B. 64' Struhár 66' |

| Bozsik József Stadion, Budapest Nézőszám: 1 500 Játékvezető: Fábián Mihály (magyar) |

| 3. forduló 2013. augusztus 11. 20:30 |

| Újpest FC                                        | 1 – 1               | Budapest Honvéd                                              |
| ------------------------------------------------ | ------------------- | ------------------------------------------------------------ |
| Simon 20' Antón 47' Tshibuabua 65' Litauszki 76' | (1 – 0) Jegyzőkönyv | Diarra 15' Alcibiade 17' Vernes 48' (11-esből) 33' Diaby 54' |

| Szusza Ferenc Stadion, Budapest Nézőszám: 2 700 Játékvezető: Vad II. István (magyar) |

| 4. forduló 2013. augusztus 18. 16:30 |

| Budapest Honvéd                             | 3 – 0               | Puskás Akadémia                  |
| ------------------------------------------- | ------------------- | -------------------------------- |
| Ignjatović 32' Vernes 43' Živanović 52' 50' | (2 – 0) Jegyzőkönyv | Bertus 14' Vachtler 45' Tóth 68' |

| Bozsik József Stadion, Budapest Nézőszám: 1 100 Játékvezető: Erdős József (magyar) |

| 5. forduló 2013. augusztus 25. 18:30 |

| Paksi FC                                                       | 1 – 1               | Budapest Honvéd                                          |
| -------------------------------------------------------------- | ------------------- | -------------------------------------------------------- |
| Simon 28' Könyves 30' Kecskés 44' Heffler N. 58' Windecker 88' | (1 – 0) Jegyzőkönyv | Hidi 51' Alcibiade 6' Lőrinczy 55' Diarra 62' Vécsei 87' |

| Fehérvári út, Paks Nézőszám: 1 000 Játékvezető: Vadi István (magyar) |

### 6–10. forduló
| 6. forduló 2013. szeptember 1. 18:30 |

| Kaposvári Rákóczi                 | 0 – 4               | Budapest Honvéd                                                       |
| --------------------------------- | ------------------- | --------------------------------------------------------------------- |
| Kovács 14' Petrache 47' Okuka 67' | (0 – 1) Jegyzőkönyv | Vécsei 4' Vernes 48' (11-esből) Holender 61' Lovrić 65' Alcibiade 86' |

| Rákóczi Stadion, Kaposvár Nézőszám: 2 000 Játékvezető: Solymosi Péter (magyar) |

| 7. forduló 2013. szeptember 14. 18.00 |

| Budapest Honvéd | 0 – 2               | Mezőkövesd                             |
| --------------- | ------------------- | -------------------------------------- |
|                 | (0 – 1) Jegyzőkönyv | Harsányi 29' Pilibaitis 57' Fótyik 47' |

| Bozsik József Stadion, Budapest Nézőszám: 600 Játékvezető: Bognár Tamás (magyar) |

| 8. forduló 2013. szeptember 21. 14.00 |

| Diósgyőri VTK                                                                              | 2 – 0               | Budapest Honvéd        |
| ------------------------------------------------------------------------------------------ | ------------------- | ---------------------- |
| Nikházi 2' 29' Bacsa 71' Vági 19′ Takács 51' Kostić 54' Gohér 80' Gosztonyi 82' Vadász 88' | (1 – 0) Jegyzőkönyv | Godoy 45' Testardi 53' |

| DVTK-stadion, Miskolc Nézőszám: 6 000 Játékvezető: Kassai Viktor (magyar) |

| 9. forduló 2013. szeptember 28. 18.00 |

| Budapest Honvéd                                                           | 2 – 1               | Haladás                                              |
| ------------------------------------------------------------------------- | ------------------- | ---------------------------------------------------- |
| Daud 45' (11-esből) 55' (11-esből) Nagy 62' Job 74' Vernes 75' Lovrić 80' | (1 – 0) Jegyzőkönyv | Radó 71' Simon 31' Ugrai 39' Rózsa 44' Devecseri 54' |

| Bozsik József Stadion, Budapest Nézőszám: 1 000 Játékvezető: Solymosi Péter (magyar) |

| 10. forduló 2013. október 6. 16.30 |

| FTC                    | 1 – 2               | Budapest Honvéd                                            |
| ---------------------- | ------------------- | ---------------------------------------------------------- |
| Gyömbér 11' Mateos 41' | (1 - 1) Jegyzőkönyv | Alcibiade 37' Daud 53' Alcibiade 44' Baráth 47' Vécsei 58' |

| Puskás Ferenc Stadion, Budapest Nézőszám: 7 433 Játékvezető: Andó-Szabó Sándor (magyar) |

### 11–15. forduló
| 11. forduló 2013. október 19. 20:00 |

| Budapest Honvéd                                | 3 - 1               | PMFC-MATIAS                 |
| ---------------------------------------------- | ------------------- | --------------------------- |
| Daud 26' King 44' Lovrić 50' Daud 78' Hidi 79' | (0 - 1) Jegyzőkönyv | Grumić 8' Nagy 76' Mohl 77' |

| Bozsik József Stadion, Budapest Nézőszám: 700 Játékvezető: Becséri Dániel (magyar) |

| 12. forduló 2013. október 27. 16.30 |

| Videoton FC                                       | 1 – 2               | Budapest Honvéd                          |
| ------------------------------------------------- | ------------------- | ---------------------------------------- |
| Nikolics 21' Vinícius 33' Sándor 62' Szolnoki 78' | (1 - 1) Jegyzőkönyv | Nagy G. 27' Godoy 48' Perea 92' Daud 92' |

| Sóstói Stadion, Székesfehérvár Nézőszám: 4 000 Játékvezető: Bognár Tamás (magyar) |

| 13. forduló 2013. november 3. 18:30 |

| Budapest Honvéd     | 1-1               | Győri ETO                                                   |
| ------------------- | ----------------- | ----------------------------------------------------------- |
| Diarra 45' Daud 71' | (0-0) Jegyzőkönyv | Dinjar 35' Andrić 38' Mevoungou 75' Lipták 86' Martínez 84' |

| Bozsik József Stadion, Budapest Nézőszám: 1 000 Játékvezető: Solymosi Péter (magyar) |

| 14. forduló 2013. november 9. 20.00 |

| MTK Budapest                          | 1-1               | Budapest Honvéd                                |
| ------------------------------------- | ----------------- | ---------------------------------------------- |
| Fejes 2' Poór 41' Kanta 83' Kanta 93' | (0-0) Jegyzőkönyv | Ignjatović 33' Lovrić 64' Hidi 84' Kemenes 94' |

| Hidegkuti Nándor Stadion, Budapest Nézőszám: 1 000 Játékvezető: Farkas Ádám (magyar) |

| 15. forduló 2013. november 23. 14:00 |

| Budapest Honvéd                                | 1-3               | DVSC                                                                                                 |
| ---------------------------------------------- | ----------------- | --- |
| Ignjatović 2' Hidi 54' Alcibiade 74' Perea 83' | (0-1) Jegyzőkönyv | Zsidai 11' Bouadla 34' Zsidai 45' Kulcsár 50' Lázár 57' Szakály 58' Kulcsár 63' Szakály 70' Bódi 75' |

| Bozsik József Stadion, Budapest Nézőszám: 2 000 Játékvezető: Kassai Viktor (magyar) |

### 16–17. forduló – Az őszi szezon vége
| 16. forduló 2013. november 29. 19:00 |

| Budapest Honvéd                    | 1-1                         | KTE                                                     |
| ---------------------------------- | --------------------------- | ------------------------------------------------------- |
| Alcibiade 73' Job 93' Holender 95' | (0-0) Jegyzőkönyv Részletek | Gréczi 25' Patvaros 55' Varga 65' Gréczi 77' Balázs 87' |

| Bozsik József Stadion, Budapest Nézőszám: 800 Játékvezető: Becséri Dániel (magyar) |

| 17. forduló 2013. december 7. 20.00 |

| Lombard Pápa Termál FC              | 1-0               | Budapest Honvéd                                           |
| ----------------------------------- | ----------------- | --------------------------------------------------------- |
| Griffiths 2' Sekour 44' Tóth G. 83' | (1-0) Jegyzőkönyv | Lovrić 37' Alcibiade 44' Holender 56' Job 83' Prosser 86' |

| Perutz Stadion, Budapest Nézőszám: 450 Játékvezető: Erdős József (magyar) |

### 18–22. forduló
| 18. forduló 2014. március 1. 14:00 |

| Budapest Honvéd                                          | 3 – 2               | Újpest                                                             |
| -------------------------------------------------------- | ------------------- | ------------------------------------------------------------------ |
| Živanović 13' Daud 65' (11-esből) Vécsei 81' 60' Job 34' | (1 – 1) Jegyzőkönyv | Vasiljević 44' Kosović 86' Stanisavljević 29' Heris 64' Balogh 65' |

| Bozsik József Stadion, Budapest Nézőszám: 2 500 Játékvezető: Kassai Viktor (magyar) |

| 19. forduló 2014. március 8. 16:00 |

| Puskás Akadémia     | 0 – 4                         | Budapest Honvéd                                                                   |
| ------------------- | ----------------------------- | --------------------------------------------------------------------------------- |
| Vaskó 33' Tamás 57' | (0 – 2) Jegyzőkönyv Részletek | Vécsei 13' 66' Ignjatović 36' Lovrić 59' 61' Prosser 77' Živanović 36' Diarra 42' |

| Sóstói Stadion, Székesfehérvár Nézőszám: 600 Játékvezető: Farkas Ádám (magyar) |

| 20. forduló 2014. március 17. 19:00 |

| Budapest Honvéd                                             | 1 – 1                         | Paksi FC                                                            |
| ----------------------------------------------------------- | ----------------------------- | ------------------------------------------------------------------- |
| Daud 52' (11-esből) Ignjatović 40' Bonazzoli 42' Lovrić 46' | (0 – 1) Jegyzőkönyv Részletek | Délczeg 42' (11-esből) Lázok 20' Tóth 45' Windecker 52' Horváth 89' |

| Bozsik József Stadion, Budapest Nézőszám: 2000 Játékvezető: Németh Ádám (magyar) |

| 21. forduló 2014. március 22. 18.00 |

| Budapest Honvéd                                    | 1 - 0               | Kaposvári Rákóczi                                        |
| -------------------------------------------------- | ------------------- | -------------------------------------------------------- |
| Holender 23' Holender 38' Diarra 77' Živanović 94' | (1 - 0) Jegyzőkönyv | Kovács 24' Mulemo 34' Tarmo 57' Okuka 94' Firţulescu 94' |

| Bozsik József Stadion, Budapest Nézőszám: 2000 Játékvezető: Farkas Ádám (magyar) |

| 22. forduló 2014. március 28. 19:00 |

| Mezőkövesd-Zsóry                              | 1 - 0               | Budapest Honvéd                                                        |
| --------------------------------------------- | ------------------- | ---------------------------------------------------------------------- |
| Holender 56' Alcibiade Bonazzoli 77' Daud 91' | (1 - 0) Jegyzőkönyv | Takács 8' Fótyik 11' Menougong 26' Harsányi 68' Veliczky 73' Dobos 77' |

| Városi stadion, Mezőkövesd Nézőszám: 1500 Játékvezető: Solymosi Péter (magyar) |

### 23–27. forduló
| 23. forduló 2014. április 5. 14:00 |

| Budapest Honvéd                                                | 1 - 2               | DVTK                                                                       |
| -------------------------------------------------------------- | ------------------- | -------------------------------------------------------------------------- |
| Živanović 9' Živanović 13' King 22' Ignjatović 64' Mancini 79' | (1 - 1) Jegyzőkönyv | Futács 21' Barczi 35' Husić 45' Kostić 60' Kostić 65' Grumić 73' Kádár 75' |

| Bozsik József Stadion, Budapest Nézőszám: 2500 Játékvezető: Erdős József (magyar) |

| 24. forduló 2014. április 13. 16.30 |

| Szombathelyi Haladás                   | 2 - 0               | Budapest Honvéd                           |
| -------------------------------------- | ------------------- | ----------------------------------------- |
| Hrepka 24' 54' Guzmics 26' Bošnjak 49' | (1 - 0) Jegyzőkönyv | Daud 28' Job 49' Bonazzoli 65' Vernes 87' |

| Rohonci úti stadion, Szombathely Nézőszám: 3000 Játékvezető: Andó-Szabó Sándor (magyar) |

| 25. forduló 2014. április 20. 16:30 |

| Budapest Honvéd                                                      | 0 - 2               | FTC                                                         |
| -------------------------------------------------------------------- | ------------------- | ----------------------------------------------------------- |
| Lovrić 34' Ignjatović 55' Nagy 73' King 86′ Vécsey 89' Bonazzoli 91' | (0 - 2) Jegyzőkönyv | Pavlović 28' Leonardo 35' Bešić 45' Čukić 68' Jovanović 86' |

| Bozsik József Stadion, Budapest Nézőszám: 5500 Játékvezető: Kassai Viktor (magyar) |

| 26. forduló 2014. április 26. 20.00 |

| PMFC                           | 1 - 0               | Budapest Honvéd          |
| ------------------------------ | ------------------- | ------------------------ |
| Kővári 29' Bailo 89' Gőcze 90' | (1 - 0) Jegyzőkönyv | Lovrić 40' Bonazzoli 50' |

| PMFC Stadion, Pécs Nézőszám: 1000 Játékvezető: Németh Ádám (magyar) |

| 27. forduló 2014. május 3. 14:00 |

| Budapest Honvéd                | 0 - 1               | Videoton                                                             |
| ------------------------------ | ------------------- | -------------------------------------------------------------------- |
| Baráth 54' Hidi 75' Lovrić 87' | (0 - 1) Jegyzőkönyv | Sándor 30' Stopira 43' Oliveira 55' Gomes 80' Sánchez 90' Lupeta 92' |

| Bozsik József Stadion, Budapest Nézőszám: 1000 Játékvezető: Solymosi Péter (magyar) |

### 28–30. forduló – A bajnokság hajrája
| 28. forduló 2014. május 11. 16.30 |

| Győri ETO                                       | 4 – 2               | Budapest Honvéd                           |
| ----------------------------------------------- | ------------------- | ----------------------------------------- |
| Rudolf 12' Rudolf 35' Pátkai 29' 77' Burgos 92' | (2 - 2) Jegyzőkönyv | Vécsei 32' Kapacina 44' Botka 73' Job 83' |

| ETO Park, Győr Nézőszám: 1500 Játékvezető: Iványi Zoltán (magyar) |

| 29. forduló 2014. május 17. 18:30 |

| Budapest Honvéd   | 0-2               | MTK                                |
| ----------------- | ----------------- | ---------------------------------- |
| Job 51' Botka 64' | (0-0) Jegyzőkönyv | Kanta 56' 62' Nagy 62' Kálnoki 81' |

| Bozsik József Stadion, Budapest Nézőszám: 700 Játékvezető: Erdős József (magyar) |

| 30. forduló 2014. május 31. 20:00 |

| Debreceni VSC | 0 – 2               | Budapest Honvéd                                     |
| ------------- | ------------------- | --------------------------------------------------- |
|               | (0 – 0) Jegyzőkönyv | Vernes 63' 70' Lőrinczy 90+3' Baráth 73' Vécsei 89' |

| Nagyerdei stadion, Debrecen Nézőszám: 20 000 Játékvezető: Andó-Szabó Sándor (magyar) |

### A bajnokság végeredménye
| #   | Csapat                 | M  | GY | D  | V  | G+ – G– | GK  | P  | Megjegyzések                                   |
| --- | ---------------------- | -- | -- | -- | -- | ------- | --- | -- | ---------------------------------------------- |
| 1.  | DVSC–TEVA (B)          | 30 | 18 | 8  | 4  | 66–33   | +33 | 62 | 2014–2015-ös Bajnokok Ligája – 2. selejtezőkör |
| 2.  | Győri ETO FC CV (I)    | 30 | 18 | 8  | 4  | 58–32   | +26 | 62 | 2014–2015-ös Európa-liga – 2. selejtezőkör     |
| 3.  | Ferencvárosi TC (I)    | 30 | 17 | 6  | 7  | 47–33   | +14 | 57 | 2014–2015-ös Európa-liga – 1. selejtezőkör     |
| 4.  | Videoton FC            | 30 | 15 | 8  | 7  | 52–31   | +21 | 53 |                                                |
| 5.  | Diósgyőri VTK (I)      | 30 | 12 | 11 | 7  | 45–38   | +7  | 47 | 2014–2015-ös Európa-liga – 1. selejtezőkör     |
| 6.  | Szombathelyi Haladás   | 30 | 12 | 10 | 8  | 37–31   | +6  | 46 |                                                |
| 7.  | Pécsi MFC–Matias       | 30 | 12 | 9  | 9  | 41–38   | +3  | 45 |                                                |
| 8.  | MTK Budapest FC        | 30 | 11 | 7  | 12 | 42–36   | +6  | 40 |                                                |
| 9.  | Budapest Honvéd FC     | 30 | 10 | 6  | 14 | 37–39   | −2  | 36 |                                                |
| 10. | Kecskeméti TE          | 30 | 9  | 9  | 12 | 36–51   | −15 | 36 |                                                |
| 11. | MVM–Paks               | 30 | 8  | 10 | 12 | 39–42   | −3  | 34 |                                                |
| 12. | Lombard Pápa Termál FC | 30 | 9  | 6  | 15 | 32–50   | −18 | 33 |                                                |
| 13. | Újpest FC (KGY)        | 30 | 8  | 8  | 14 | 46–51   | −5  | 32 |                                                |
| 14. | Puskás Akadémia FC Ú   | 30 | 8  | 7  | 15 | 36–51   | −15 | 31 |                                                |
| 15. | Mezőkövesd-Zsóry FC Ú  | 30 | 6  | 6  | 18 | 27–52   | −25 | 24 | NB II                                          |
| 16. | Kaposvári Rákóczi FC   | 30 | 4  | 7  | 19 | 21–54   | −33 | 19 | NB II                                          |

Utolsó frissítés: 2014. június 1. 
Forrás: MLSZ adatbank 
A rangsorolás alapszabályai: 1. összpontszám, 2. győzelmek száma, 3. gólkülönbség, 4. szerzett gólok száma, 5. egymás elleni eredmények összpontszáma,  6. egymás elleni eredmények gólkülönbsége, 7. egymás elleni eredmények szerzett góljainak száma, 8. egymás elleni eredmények idegenben szerzett góljainak száma.
(B): Bajnokcsapat, (K): Kieső csapat, (F): Feljutó csapat, (I): Kupainduló, (R): A rájátszás győztese, (KGY): Kupagyőztes

### Eredmények összesítése
Az alábbi táblázatban összesítve szerepelnek a Budapest Honvéd bajnokságban elért eredményei, külön bontva hazai, illetve idegenbeli mérkőzésekre.
| Ősz/tavasz (forduló)    | Otthon | Otthon | Otthon | Otthon | Otthon | Otthon | Otthon | Idegenben | Idegenben | Idegenben | Idegenben | Idegenben | Idegenben | Idegenben |
| Ősz/tavasz (forduló)    | M      | GY     | D      | V      | LG–KG  | GK     | P      | M         | GY        | D         | V         | LG–KG     | GK        | P         |
| ----------------------- | ------ | ------ | ------ | ------ | ------ | ------ | ------ | --------- | --------- | --------- | --------- | --------- | --------- | --------- |
| Őszi szezon (1–17.)     | 8      | 3      | 2      | 3      | 11–10  | +1     | 11     | 9         | 3         | 3         | 3         | 12–11     | +1        | 12        |
| Tavaszi szezon (18–30.) | 2      | 1      | 1      | 0      | 4–3    | +1     | 4      | 1         | 1         | 0         | 0         | 4–0       | +4        | 3         |
| Összesen (1–30.)        | 10     | 4      | 3      | 3      | 15–13  | +2     | 15     | 10        | 4         | 3         | 3         | 16–11     | +5        | 15        |

### Helyezések fordulónként
Helyszín: O = Otthon; I = Idegenben. Eredmény: GY = Győzelem; D = Döntetlen; V = Vereség.
| Forduló  | 1  | 2  | 3  | 4  | 5  | 6  | 7  | 8  | 9  | 10 | 11 | 12 | 13 | 14 | 15 | 16 | 17 | 18 | 19 | 20 | 21 | 22 | 23 | 24 | 25 | 26 | 27 | 28 | 29 | 30 |
| -------- | -- | -- | -- | -- | -- | -- | -- | -- | -- | -- | -- | -- | -- | -- | -- | -- | -- | -- | -- | -- | -- | -- | -- | -- | -- | -- | -- | -- | -- | -- |
| Helyszín | I  | O  | I  | O  | I  | I  | O  | I  | O  | I  | O  | I  | O  | I  | O  | O  | I  | O  | I  | O  | O  | I  | O  | I  | O  | I  | O  | I  | O  | I  |
| Eredmény | V  | V  | D  | GY | D  | GY | V  | V  | GY | GY | GY | GY | D  | D  | V  | D  | V  | GY | GY | D  | GY | V  | V  | V  | V  | V  | V  | V  | V  | GY |
| Helyezés | 13 | 14 | 13 | 9  | 10 | 8  | 12 | 12 | 9  | 8  | 7  | 4  | 6  | 7  | 7  | 8  | 9  | 7  | 5  | 7  | 5  | 7  | 8  | 8  | 8  | 8  | 9  | 10 | 11 | 9  |

A csapat helyezései fordulónként, idővonalon ábrázolva.

### Szerzett pontok ellenfelenként
Az alábbi táblázatban láthatóak a Budapest Honvéd megszerzett pontjai, ellenfelenként bontva.
| Ellenfél          | Eredmény | Eredmény  | Pontok |
| Ellenfél          | Otthon   | Idegenben | Pontok |
| ----------------- | -------- | --------- | ------ |
| Debreceni VSC     | 1-3      | 0-2       | 3      |
| Diósgyőr          | 2-3      | 2-0       | 0      |
| FTC               | 0-2      | 1-2       | 3      |
| Győri ETO         | 1-1      | 4-2       | 1      |
| Haladás           | 2–1      | 2-0       | 3      |
| Kaposvári Rákóczi | 1–0      | 0-4       | 6      |
| Kecskeméti TE     | 1-1      | 3-1       | 1      |
| Lombard Pápa      | 0–1      | 1–0       | 0      |
| Mezőkövesd-Zsóry  | 0–2      | 1-0       | 0      |
| MTK Budapest      | 0–2      | 1-1       | 1      |
| Paksi FC          | 1-1      | 1-1       | 2      |
| Pécsi MFC         | 3–1      | 1-0       | 3      |
| Puskás Akadémia   | 3–0      | 0–4       | 6      |
| Újpest            | 3–2      | 1-1       | 4      |
| Videoton          | 0–1      | 1-2       | 3      |

## Magyar kupa
A Honvéd a magyar labdarúgókupa küzdelmeibe a Kemecse SE ellen a 4. fordulóban kapcsolódott be. A Kemecsén rendezett mérkőzésen 3-1-re nyert a csapat, de a továbbjutás után következő első osztályú ellenfél a PMFC-MATIAS nagy falatnak bizonyult. A Bozsik József Stadionban elért 1-1-es döntetlen után a Pécset rendezett mérkőzésen 1-0-ra kikapott a csapat így az előző évekhez képest viszonylag hamar befejezte a magyar kupaszereplést.
A kupaszereplés nem sikerült úgy, ahogy a Honvéd vezetői és a szurkolók tervezték. A kemecsei mérkőzésen sajnálatos esemény volt, hogy a meccs alatt többször is szidták a vendégszurkolók George F. Hemingway-t és a mérkőzés végén az is kiderült, hogy valaki a Honvéd elnöke autójának kiszúrta a kerekét.
      Győzelem      Döntetlen      Vereség
| 2013. október 30. 12:30 |

| Kemecse SE (Megye I) | 1 – 3               | Budapest Honvéd                  |
| -------------------- | ------------------- | -------------------------------- |
| Asztalos 63'         | (0 – 1) Jegyzőkönyv | Vernes 2' Csábi 41' Holender 90' |

| Kemecse SE Sporttelep, Kemecse Nézőszám: 1 000 Játékvezető: Nagy Róbert (magyar) |

| 2013. november 26. 18:00 |

| Budapest Honvéd                         | 1 – 1               | Pécsi MFC-Matias  |
| --------------------------------------- | ------------------- | ----------------- |
| Job 32' Daud 50' Alcibiade 58' Hidi 74′ | (0 – 0) Jegyzőkönyv | Nagy 28' Mohl 59' |

| Bozsik József Stadion, Budapest Nézőszám: 500 Játékvezető: Takács János (magyar) |

| 2013. december 4. 18:00 |

| Pécsi MFC-Matias                  | 1 – 0               | Budapest Honvéd          |
| --------------------------------- | ------------------- | ------------------------ |
| Romić 23' Frőhlich 31' Grumić 88' | (0 – 0) Jegyzőkönyv | Mancini 25' Holender 66' |

| PMFC Stadion, Pécs Nézőszám: 800 Játékvezető: Andó-Szabó Sándor (magyar) |

## Ligakupa
Győzelem      Döntetlen      Vereség
| 1. forduló 2013. szeptember 4. 16:30 |

| Szigetszentmiklósi TK                               | 2 – 0               | Budapest Honvéd         |
| --------------------------------------------------- | ------------------- | ----------------------- |
| Pilavdzić 2' Fekete 51' Jakovljevics 67' Takács 72' | (1 – 0) Jegyzőkönyv | Lovrić 69' Testardi 73' |

| Sport utca, Szigetszentmiklós Nézőszám: 300 Játékvezető: Nagy Róbert (magyar) |

| 2. forduló 2012. szeptember 11. 18:00 |

| Budapest Honvéd                                                       | 5 – 3               | Ceglédi VSE                                             |
| --------------------------------------------------------------------- | ------------------- | ------------------------------------------------------- |
| Testardi 20' Testardi 25' Mancini 38' Prosser 50' Vernes 57' King 87' | (2 – 0) Jegyzőkönyv | Pesti 39' Miklósvári 55' Rebryk 66' Takács 69' Koós 89' |

| Bozsik József Stadion, Budapest Nézőszám: 150 Játékvezető: Berger József (magyar) |

| 3. forduló 2013. október 9. 19:00 |

| Budapest Honvéd | 0 – 0               | Puskás Akadémia |
| --------------- | ------------------- | --------------- |
| Holender 22'    | (0 – 0) Jegyzőkönyv | Gallardo 88'    |

| Bozsik József Stadion, Budapest Nézőszám: 200 Játékvezető: Veizer Roland (magyar) |

| 4. forduló 2013. október 16. 19:00 |

| Puskás Akadémia                      | 2 – 0               | Budapest Honvéd           |
| ------------------------------------ | ------------------- | ------------------------- |
| Haraszti 32' Nagy Zs. 37' Lencse 53' | (1 – 0) Jegyzőkönyv | Ignjatović 6′ Mancini 17' |

| Felcsút Nézőszám: 100 Játékvezető: Böcskei Balázs (magyar) |

| 5. forduló 2013. november 13. 13:30 |

| Ceglédi VSE               | 1 – 0               | Budapest Honvéd                       |
| ------------------------- | ------------------- | ------------------------------------- |
| Rebrik 30' Miklósvári 77' | (0 – 0) Jegyzőkönyv | Alcibiade 26' Holender 43' Diarra 70' |

| CVSE Malomtó széli sporttelep, Cegléd Nézőszám: 200 Játékvezető: Karakó Ferenc (magyar) |

| 6. forduló 2013. október 20. 19:00 |

| Budapest Honvéd | 0 – 3               | Szigetszentmiklósi TK                 |
| --------------- | ------------------- | ------------------------------------- |
|                 | (0 – 0) Jegyzőkönyv | Fekete 28' Bonifert 62' Csikortás 88' |

| Bozsik József Stadion, Budapest Nézőszám: 100 Játékvezető: Takács János (magyar) |

## Felkészülési mérkőzések
A csapat felkészülését a 2013–2014-es őszi idényre nagyban lerövidítette, hogy a 2013–2014-es Európa-liga 1 selejtezőkörében már július elején kezdett a csapat. Ennek jegyében külföldi csapatokkal játszottak hazai pályán felkészülési mérkőzéseket. Elsőnek 2013. június 22-én a Rimaszombat ellen 3-0-ra győztek, majd vereség következett a Dunaszerdahelyi AC (1-2) ellen. A főpróba is felemásra sikerült, hiszen a lengyel bajnokságban negyedik helyen végzett FC Piast Gliwice ellen a Bozsik Stadion, centerpályáján egy újabb vereséggel (0-1) zártak.
A téli felkészülési időszakra több hazai és külföldi csapattal kötött le barátságos találkozót a Honvéd. Az elsőt kettőt a másodosztályú BFC Siófok 5-0 a Szolnoki MÁV FC ellen 1-0-ra nyerte a csapat.
| 2013. június 22. 17:00 |

| Budapest Honvéd                 | 3 – 0               | MŠK Rimavská Sobota |
| ------------------------------- | ------------------- | ------------------- |
| Délceg 15' Vernes 60' Kozma 90' | (1 – 0) Jegyzőkönyv |                     |

| Bozsik József Stadion, Budapest |

| 2013. június 26. 17:00 |

| Budapest Honvéd | 1 – 2               | FK DAC 1904 Dunajská Streda |
| --------------- | ------------------- | --------------------------- |
| Diaby 54'       | (0 – 2) Jegyzőkönyv | Gasparik 5' Nulicek 39'     |

| Bozsik József Stadion, center pálya, Budapest |

| 2013. június 29. 14:00 |

| Budapest Honvéd    | 0 – 1               | FC Piast Gliwice |
| ------------------ | ------------------- | ---------------- |
| Alcibiade 60′, 89′ | (0 – 1) Jegyzőkönyv | Zbozieri 30'     |

| Bozsik József Stadion, center pálya, Budapest Nézőszám: 500 Játékvezető: Gaál Gyöngyi |

| 2014. január 22. 14:00 |

| Budapest Honvéd                       | 5 – 0               | BFC Siófok |
| ------------------------------------- | ------------------- | ---------- |
| Prosser 20' 44' Daru 72' 79' Daud 76' | (2 – 0) Jegyzőkönyv |            |

| Bozsik József Stadion, center pálya, Budapest Nézőszám: 200 Játékvezető: Gyarmati II. Tibor |

| 2014. január 25. 14:00 |

| Budapest Honvéd | 1 – 0               | Szolnoki MÁV FC |
| --------------- | ------------------- | --------------- |
| Daru 26'        | (1 – 0) Jegyzőkönyv |                 |

| Bozsik József Stadion, center pálya, Budapest Nézőszám: 200 Játékvezető: Gaál Gyöngyi |

| 2014. január 29. 14:00 |

| Budapest Honvéd     | 2 – 2               | Szigetszentmiklósi TK |
| ------------------- | ------------------- | --------------------- |
| Daru 61' Koszta 85' | (0 – 2) Jegyzőkönyv | Bonifert 20' 30'      |

| Bozsik József Stadion, center pálya, Budapest Nézőszám: 200 Játékvezető: Farkas Mátyás |

| 2014. február 1. 15:00 |

| Budapest Honvéd | 1 – 1               | Lombard Pápa Termál FC |
| --------------- | ------------------- | ---------------------- |
| Prosser 11'     | (1 – 0) Jegyzőkönyv | Jagodics 69'           |

| Bozsik József Stadion, center pálya, Budapest Nézőszám: 150 Játékvezető: Berke Balázs |

| 2014. február 4. 14:00 |

| Budapest Honvéd | 1 – 0   | FCM Bacau |
| --------------- | ------- | --------- |
| Prosser 38'     | (1 – 0) |           |

| Bozsik József Stadion, center pálya, Budapest |

| 2014. február 8. 13:30 |

| Budapest Honvéd                 | 3 – 2               | Kecskeméti TE         |
| ------------------------------- | ------------------- | --------------------- |
| Vécsei 40' Prosser 53' Daud 77' | (1 – 0) Jegyzőkönyv | Bebeto 52' Gréczi 89' |

| Bozsik József Stadion, center pálya, Budapest Játékvezető: Kassai Viktor |

| 2014. február 12. 13:30 |

| Budapest Honvéd | 1 – 0               | FC Nitra |
| --------------- | ------------------- | -------- |
| Daud 38'        | (1 – 0) Jegyzőkönyv |          |

| Bozsik József Stadion, center pálya, Budapest Játékvezető: Németh Ádám |

## Statisztikák

### Góllövőlista
Az alábbi táblázatban látható a szezon összes honvéd gólszerzője (MLSZ által kiírt sorozatokat számítva). Zárójelben a 11-esből szerzett találatok száma szerepel. Holtversenynél az ábécé rangsorolt.
| Játékos                    | NB I  | Kupa | Ligakupa | Összesen |
| -------------------------- | ----- | ---- | -------- | -------- |
| Ayub Daud                  | 7 (5) | 1    |          | 8 (5)    |
| Vernes Richárd             | 4 (2) | 1    | 1        | 6 (2)    |
| Vécsei Bálint              | 5     |      |          | 5        |
| Filip Holender             | 3     | 1    |          | 4        |
| Hidi Patrik                | 3     |      |          | 3        |
| Ivan Lovrić                | 3     |      |          | 3        |
| Boris Živanović            | 3     |      |          | 3        |
| Edixon Perea               | 2     |      |          | 2        |
| Aleksandar Ignjatović      | 2     |      |          | 2        |
| Prosser Dániel             | 1     |      | 1        | 2        |
| Emanuele Testardi          |       |      | 2        | 2        |
| Kapacina Valér             | 1     |      |          | 1        |
| Raffaele Alcibiade         | 1     |      |          | 1        |
| Nagy Gergő                 | 1     |      |          | 1        |
| Thomas Job                 | 1     |      |          | 1        |
| Lőrinczy Attila            | 1     |      |          | 1        |
| George Ikenne-King Patrick |       |      | 1        | 1        |

### Mérkőzések statisztikái
| Lejátszott mérkőzések száma        | 29 (20 NB I, 3 Magyar kupa, 6 Ligakupa)                                                                              |
| Győzelmek száma                    | 12 (10 NB I, 1 Magyar kupa, 1 Ligakupa)                                                                              |
| Döntetlenek száma                  | 8 (6 NB I, 1 Magyar kupa, 1 Ligakupa)                                                                                |
| Vereségek száma                    | 19 (12 NB I, 1 Magyar kupa, 4 Ligakupa)                                                                              |
| Szerzett gólok száma               | 48 |
| Kapott gólok száma                 | 56 |
| Gólkülönbség                       | -8 |
| Sárga lapok                        | 97 |
| Kiállítások                        | 5 |
| Legtöbbet figyelmeztetett játékos  | Ivan Lovrić (11 , 1 ), \| Raffaele Alcibiade (10 , 1 ), Drissa Diarra (6 ), George Ikenne-King Patrick (4 , 1 )      |
| Legnagyobb arányú győzelem         | 9-0 Honvéd : Čelik Nikšić (2013. 07. 11.) 0-4 Kaposvár : Honvéd (2013. 09. 01.) 4-0 Honvéd : Felcsút (2014. 03. 08.) |
| Legnagyobb arányú vereség          | 1-3 Honvéd : Vojvodina (2013. 07. 15.) KTE-Phoenix Mecano : Honvéd (2013. 07. 28.)                                   |
| Legmagasabb hazai nézőszám         | 5500 néző Honvéd 0-2 FTC (2014. 04. 20.), 3000 néző Honvéd 1–3 Vojvodina (2013. 07. 15.)                             |
| Legalacsonyabb hazai nézőszám      | 600 néző Honvéd 0–2 Mezőkövesd-Zsóry (2013. 09. 14.)                                                                 |
| Legtöbbször pályára lépett játékos | Kemenes Szabolcs 29 mérkőzés 2715 perc                                                                               |
| Házi gólkirály                     | Ayub Daud 7 (5) |
| Pontok                             | 108/40 (37%) |

### Kiírások
A Budapest Honvéd ebben a szezonban négy kiírás küzdelmeiben vesz részt.
| Kiírás        | Statisztikák | Statisztikák | Statisztikák | Statisztikák | Statisztikák | Statisztikák | Kezdő forduló   | Végső forduló/ helyezés | Mérkőzések dátumai | Mérkőzések dátumai |
| Kiírás        | M            | GY           | D            | V            | LG–KG        | GK           | Kezdő forduló   | Végső forduló/ helyezés | Első               | Utolsó             |
| ------------- | ------------ | ------------ | ------------ | ------------ | ------------ | ------------ | --------------- | ----------------------- | ------------------ | ------------------ |
| OTP Bank Liga | 19           | 8            | 5            | 6            | 30-23        | +7           |                 |                         | 2013. 08. 04.      |                    |
| Magyar kupa   | 3            | 1            | 1            | 1            | 4-3          | +1           | 4. forduló      | Nyolcaddöntő            | 2013. 10. 30.      | 2013. 12. 4.       |
| Ligakupa      | 6            | 1            | 1            | 4            | 5-11         | -6           |                 |                         | 2013. 09. 04.      |                    |
| Európa-liga   | 4            | 2            | 0            | 2            | 14–6         | + 8          | 1. selejtezőkör | 2. selejtezőkör         | 2013. 07. 04.      | 2013. 07. 25.      |

## Nézőszámok
Az alábbi táblázatban szerepelnek a Kispest 2013–14-es szezonjának hazai nézőszámai. (Csak a hivatalos mérkőzések!)
      NB I
      Európa-liga
      Magyar kupa
      Ligakupa
| Időpont       | Kiírás                       | Ellenfél        | Nézőszám |
| 2013. 07. 11. | Európa-liga, 1. selejtezőkör | FK Čelik Nikšić | 3 000    |
| 2013. 07. 25. | Európa-liga, 2. selejtezőkör | FK Vojvodina    | 3 000    |
| 2013. 08. 04. | NB I, 2. forduló             | Lombard Pápa    | 1 500    |
| 2013. 08. 18. | NB I, 4. forduló             | Puskás Akadémia | 1 100    |
| 2013. 09. 14. | NB I, 7. forduló             | Mezőkövesd      | 600      |
| 2013. 09. 28. | NB I, 9. forduló             | Haladás         | 1 000    |
| 2013. 10. 19. | NB I, 11. forduló            | PMFC-Mathias    | 700      |
| 2013. 10. 26. | MK Nyolcaddöntő              | PMFC-Mathias    | 500      |
| 2013. 11. 03. | NB I, 13. forduló            | Győri ETO       | 1 000    |
| 2013. 11. 23. | NB I, 15. forduló            | DVSC-TEVA       | 2 000    |
| 2013. 11. 29. | NB I, 16. forduló            | Kecskeméti TE   | 800      |
| 2014. 03. 01  | NB I, 18. forduló            | UTE             | 2 500    |
| 2014. 03. 17. | NB I, 20. forduló            | Paks            | 2 000    |
| 2014. 03. 22. | NB I, 21. forduló            | Kaposvár        | 2 000    |
| 2014. 04. 05. | NB I, 23. forduló            | DVTK            | 2 500    |
| 2014. 04. 20. | NB I, 25. forduló            | FTC             | 5 500    |
| 2014. 05. 03. | NB I, 27. forduló            | Videoton        | 1 000    |
| 2014. 05. 17. | NB I, 29. forduló            | MTK             | 700      |

## Európa-liga
Az Európa-liga 1. selejtezőkörében ellenfélként kapott macedón Čelik Nikšić nem jelentett komoly akadályt. Mind a két mérkőzésen nyert a Honvéd és 13-1-es összesítéssel jutott tovább. A nagy különbségű győzelemre némi fényt vet, hogy a FIFA több labdarúgó-mérkőzést is fogadási csalás gyanújával vizsgál, köztük a Bozsik Stadionban a Čelik Nikšić ellen elért 9 – 0-t is. A 2. selejtezőkörben a Vojvodina ellenében nem sikerült továbbjutni. A csapat a korábban megszokott látványos és veszélyes támadójátékából semmit se tudott felmutatni. A védelem elemi hibáit az ellenfél kihasználta és könnyedén 1-5-ös összesítéssel búcsúztatta a csapatot a nemzetközi küzdelmektől.
Az elszenvedett vereséget és a korai búcsút, tovább tetézte, hogy az Európai Labdarúgó-szövetség szigorú büntetést is kiszabott a Vojvodina elleni két Európa-liga-mérkőzésen történt szurkolói skandálások miatt. A szövetség ítélete alapján Bp. Honvédnak a soron következő két nemzetközi kupameccsét zárt kapuk mellett kell lejátszania és még 50 ezer eurós pénzbüntetést is kapott a klub.
| 2013. július 4. 17:30 |

| Čelik Nikšić                                        | 1 – 4               | Budapest Honvéd                                               |
| --------------------------------------------------- | ------------------- | ------------------------------------------------------------- |
| Radović 16' Vuković 45' Vidakanič 58' Dubljević 75' | (1 – 2) Jegyzőkönyv | Délczeg 38' Holender 41' 62' Diaby 53' Nagy 76' Mancini 90+3' |

| Gradski stadion, Nikšić Nézőszám: 1 200 Játékvezető: Martin Strömbergsson (svéd) |

| 2013. július 11. 20:30 |

| Budapest Honvéd | 9 – 0               | Čelik Nikšić |
| --- | ------------------- | ------------ |
| Holender 14' Diaby 23' Diarra 36' Délczeg 49' (11-esből) Testardi 66' (11-esből) 75' 87' Alcibiade 67' Kozma 81' Mancini 79' | (3 – 0) Jegyzőkönyv | Vuković 51'  |

| Bozsik József Stadion, Budapest Nézőszám: 3 000 Játékvezető: Jonathan Lardot (belga) |

| 2013. július 18. 20:30 |

| Vojvodina                                                     | 2 – 0               | Budapest Honvéd         |
| ------------------------------------------------------------- | ------------------- | ----------------------- |
| Trajković 19' Vranješ 71' (11-esből) Nastić 21′ Vulicević 39' | (1 – 0) Jegyzőkönyv | Holender 33' Baráth 70' |

| Kardjordje Stadium, Újvidék Nézőszám: 8 000 Játékvezető: Ruddy Buquet (francia) |

| 2013. július 25. 20:30 |

| Budapest Honvéd     | 1 – 3               | Vojvodina                            |
| ------------------- | ------------------- | ------------------------------------ |
| King 24' Diarra 44' | (1 – 2) Jegyzőkönyv | Bilbija 27' Alivodić 41' Vranješ 64' |

| Bozsik József Stadion, Budapest Nézőszám: 3 000 Játékvezető: Stephan Studer (svájci) |

## TV-közvetítések
A csapat a szezon során ezidáig összesen 29 alkalommal került képernyőre.
| 1.  | M1        | 2013. 07. 04. 17:30 | Čelik Nikšić–Budapest Honvéd (Európa-liga 1. selejtezőkör) | Összefoglaló a mérkőzésről                   |
| 2.  | M1        | 2013. 07. 10. 13:00 | Budapest Honvéd–Čelik Nikšić (Európa-liga 1. selejtezőkör) | Összefoglaló a mérkőzésről. YouTube          |
| 3.  | M1        | 2013. 07. 18. 20:30 | Vojvodina–Budapest Honvéd (Európa-liga 2. selejtezőkör)    | Első félidő. YouTube Második félidő. YouTube |
| 4.  | M1        | 2013. 07. 25. 20:30 | Budapest Honvéd–Vojvodina (Európa-liga 2. selejtezőkör)    | Összefoglaló a mérkőzésről. YouTube          |
| 5.  | Sport TV2 | 2013. 07. 28. 18:30 | KTE-Phoenix Mecano–Budapest Honvéd (NB I.)                 | Összefoglaló a mérkőzésről. YouTube          |
| 6.  | Sport TV2 | 2013. 08. 04. 18:30 | Budapest Honvéd–Lombard Pápa Termál FC (NB I.)             | Összefoglaló a mérkőzésről. YouTube          |
| 7.  | Sport TV2 | 2013. 08. 11. 20:30 | Újpest FC-Budapest Honvéd (NB I.)                          | Összefoglaló a mérkőzésről. YouTube          |
| 8.  | M1        | 2013. 08. 18. 16:30 | Budapest Honvéd–Puskás Akadémia (NB I.)                    | Összefoglaló a mérkőzésről. YouTube          |
| 9.  | Sport TV2 | 2013. 08. 25. 18:30 | MVM Paks-Budapest Honvéd (NB I.)                           | Összefoglaló a mérkőzésről. YouTube          |
| 10. | Sport TV2 | 2013. 09. 01. 18:30 | Kaposvári Rákóczi-Budapest Honvéd (NB I.)                  | Összefoglaló a mérkőzésről. YouTube          |
| 11. | Sport TV2 | 2013. 09. 14. 18:00 | Budapest Honvéd-Mezőkövesd-Zsóry (NB I.)                   | Összefoglaló a mérkőzésről. YouTube          |
| 12. | Duna TV   | 2013. 09. 21. 14:00 | DVTK-Budapest Honvéd (NB I.)                               | Összefoglaló a mérkőzésről. YouTube          |
| 13. | Sport TV1 | 2013. 09. 29. 18:00 | Budapest Honvéd-Haladás VSE (NB I.)                        | Összefoglaló a mérkőzésről. YouTube          |
| 14. | M1        | 2013. 10. 06. 16:30 | FTC–Budapest Honvéd (NB I.)                                | Összefoglaló a mérkőzésről. YouTube          |
| 15. | Sport TV1 | 2013. 09. 19. 20:00 | Budapest Honvéd-PMFC-MATIAS (NB I.)                        | Összefoglaló a mérkőzésről. YouTube          |
| 16. | M1        | 2013. 10. 27. 16:30 | Videoton–Budapest Honvéd (NB I.)                           | Összefoglaló a mérkőzésről. YouTube          |
| 17. | Sport TV2 | 2013. 11. 03. 18:30 | Budapest Honvéd-Győri ETO (NB I.)                          | Összefoglaló a mérkőzésről. YouTube          |
| 18. | Sport TV1 | 2013. 11. 09. 20:00 | MTK–Budapest Honvéd (NB I.)                                | Összefoglaló a mérkőzésről. YouTube          |
| 19. | M1        | 2013. 11. 23. 14:00 | Budapest Honvéd-DVSC (NB I.)                               | Összefoglaló a mérkőzésről. YouTube          |
| 20. | Sport TV1 | 2013. 11. 29. 19:00 | Budapest Honvéd-KTE (NB I.)                                | Összefoglaló a mérkőzésről. YouTube          |
| 21. | Sport TV2 | 2013. 12. 07. 20:00 | Lombard Pápa-Budapest Honvéd (NB I.)                       | Összefoglaló a mérkőzésről. YouTube          |
| 22. | M1        | 2014. 03. 01. 14:00 | Budapest Honvéd-Újpest FC (NB I.)                          | Összefoglaló a mérkőzésről. YouTube          |
| 23. | Duna TV   | 2014. 03. 17. 19:00 | Budapest Honvéd-Paksi FC (NB I.)                           | Összefoglaló a mérkőzésről. YouTube          |
| 24. | Sport TV1 | 2014. 03. 22. 18:00 | Budapest Honvéd-Kaposvári Rákóczi (NB I.)                  | Összefoglaló a mérkőzésről. YouTube          |
| 25. | Sport TV1 | 2014. 03. 28. 19:00 | Mezőkövesd Zsóry FC - Budapest Honvéd (NB I.)              | Összefoglaló a mérkőzésről. YouTube          |
| 26. | Duna TV   | 2014. 04. 05. 14:00 | Mezőkövesd Zsóry FC - Budapest Honvéd (NB I.)              | Összefoglaló a mérkőzésről. YouTube          |
| 27. | M1        | 2014. 04. 13. 16:30 | Haladás-Budapest Honvéd (NB I.)                            | Összefoglaló a mérkőzésről. YouTube          |
| 28. | M1        | 2014. 04. 20. 16:30 | Budapest Honvéd-FTC (NB I.)                                | Összefoglaló a mérkőzésről. YouTube          |
| 29. | Sport TV2 | 2014. 04. 28. 19:00 | PMFC-MATIAS - Budapest Honvéd (NB I.)                      | Összefoglaló a mérkőzésről. YouTube          |